# 君は君だよ
「君は君だよ」（きみはきみだよ）は、SMAPの9枚目のシングル。1993年9月9日にビクターエンタテインメントから発売された。

## 概要
「君は君だよ」はテレビ東京系アニメ『姫ちゃんのリボン』第3期エンディング主題歌。
小泉純一郎は『SMAP×SMAP』出演時（1999年6月14日）に好きなSMAPの歌としてこの曲を挙げている（他には「らいおんハート」を挙げている）。
「君は君だよ」は1995年1月1日発売の『Cool』（アルバムバージョン）、2001年3月23日発売の『Smap Vest』、2016年12月21日発売の『SMAP 25 YEARS』に収録。カップリング曲「どうしても君がいい」は2001年8月8日発売の『pamS』、2016年12月21日発売の『SMAP 25 YEARS』に収録。

## 収録曲
1. 君は君だよ
作詞:小倉めぐみ / 作曲:谷本新 / 編曲:重実徹
  - テレビ東京系アニメ『姫ちゃんのリボン』エンディング・テーマ
  - SMAP主演 VHS/DVD『SMAP VIDEO はじめての夏』挿入歌
2. どうしても君がいい
作詞:小倉めぐみ / 作曲:馬飼野康二 / 編曲:CHOKKAKU
3. 君は君だよ（オリジナル・カラオケ）
4. どうしても君がいい（オリジナル・カラオケ）

## 収録アルバム
- Cool（#1）
  - アルバム・バージョンを収録。
- Smap Vest（#1）
- pamS（#2）
- SMAP 25 YEARS（#1, 2）

## 映像作品
君は君だよ
- We are SMAP! 2010 CONCERT DVD
- Clip! Smap! コンプリートシングルス（ライブ映像）

どうしても君がいい
- Live MIJ

## ライブ・パフォーマンス
君は君だよ
- 『SMAP×SMAP』（1998年6月29日、関西テレビ・フジテレビ）
この回の音楽コーナー「SMAPPIES」にて5人体制 初披露。

- 『SMAP×SMAP』（2004年9月13日、この回の音楽コーナー「Memorippies」のテーマ「失敗した時に聴くと元気が出るSMAPソング」にて披露。